# Reprezentacja Portugalii w piłce wodnej kobiet
Reprezentacja Portugalii w piłce wodnej kobiet – zespół, biorący udział w imieniu Portugalii w meczach i sportowych imprezach międzynarodowych w piłce wodnej, powoływany przez selekcjonera, w którym mogą występować wyłącznie zawodnicy posiadający obywatelstwo portugalskie. Za jej funkcjonowanie odpowiedzialny jest Portugalski Związek Pływacki (FPN), który jest członkiem Międzynarodowej Federacji Pływackiej.